# Canonical
Canonical Ltd est une société fondée (et financée) par l'entrepreneur sud-africain Mark Shuttleworth, et dont l'objet est la promotion de projets code source libre (open source). Canonical est aussi le commanditaire officiel du système d'exploitation libre Ubuntu dont elle assure l'assistance technique et la certification.
La société a été créée en 2004. Elle opère dans 30 pays différents et emploie environ 650 personnes à Londres, Austin, Boston, Shanghai, Pékin, Taipei, Tokyo et sur l'île de Man.

## Objectifs et activités
L'un des objectifs de Canonical est de fournir Ubuntu et de garantir sa liberté d'utilisation et sa disponibilité pour tous, ainsi que de fournir le support commercial et technique pour cette distribution GNU/Linux. Canonical souhaite également se vouer à la promotion et à l'aide au développement de la communauté du logiciel libre. Dans cette optique, Canonical adhère à la Linux Foundation le 17 août 2008.
Pour promouvoir son système Ubuntu, en 2005, Canonical eu le flair en proposant l'envoi, gratuitement, de sa distribution Ubuntu sur double CD, l'un d'installation, et l'autre de test (dit "live"), par voie postale, aux internautes le souhaitant. C'est l'une des rares initiatives de gratuité d'un logiciel, dans le domaine de l'informatique, dans cette dimension. Certains observateurs considèrent que Canonical eut le coup de génie, poussant au plus haut la popularité de la distribution auprès du grand public, alors que de nombreuses distributions apparaissent chaque année. Fort d'une demande trop conséquente, cette initiative prend fin en 2011.
Canonical dit que les logiciels libres sont le meilleur schéma de développement d'applications, car la collaboration de tous permet de fournir finalement un meilleur programme.
Canonical fournit de plus la certification technique Ubuntu, qui atteste d'un certain niveau de compétence dans certains domaines d'administration. Fin 2007, Canonical fournit aussi des cours en classe, puis en ligne, pour l'utilisation d'Ubuntu sur le bureau.

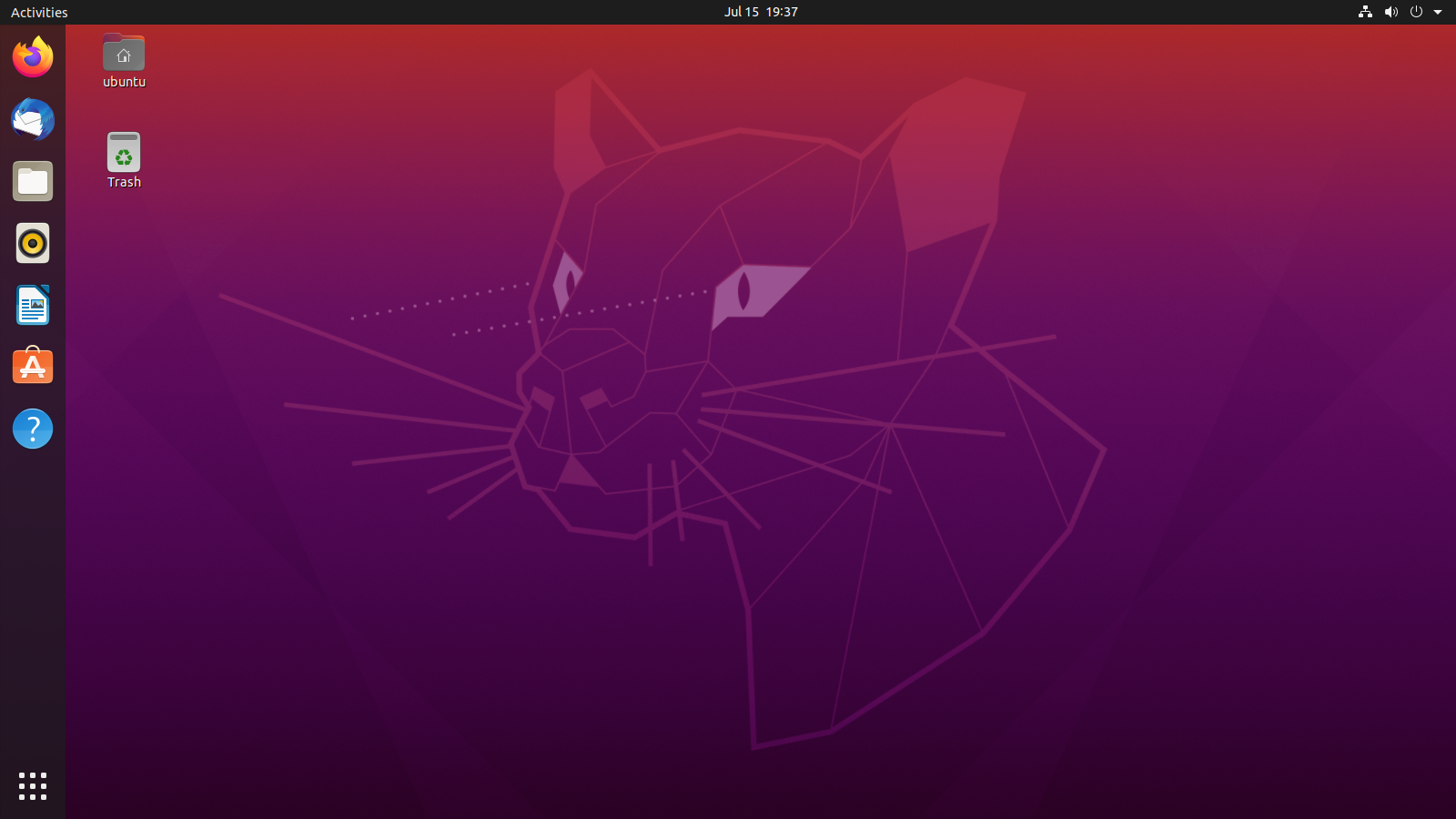
Ubuntu 20.04 LTS

Enfin, la société a mis en place un programme de partenariat avec des entreprises, qui s'établit sur plusieurs degrés progressifs.

## Rentabilité
Pendant les premières années après sa création en 2004, et au moins jusqu'en 2009, Canonical n'était pas rentable . Shuttleworth pouvait se permettre de la financer un temps à la suite de la vente de sa société Thwart.
D'après  Shuttleworth, Canonical se finance à partir des services autour de leurs produits
(en) « Linux is a platform for people, not just specialists », sur The Guardian (consulté le 22 février 2025).
D'après la version anglophone de cette page, la société a commencé à être rentable autour de 2009, et n'a pas dégagé de bénéfice clair jusqu'en 2017, puis a commencé à être rentable.

## Projets soutenus
- Ubuntu : une distribution GNU/Linux basée sur Debian.
- Bazaar  : une mise en œuvre de GNU Arch.
- Go Open Source (en) : campagne de promotion des logiciels open source en Afrique du Sud
- Landscape : un outil de déploiement de logiciels libres sur des postes multiples.
- Ubuntu One : un service d'hébergement de fichier en ligne (ce service a été abandonné et n'existe désormais plus)
- Ubuntu pour Android : l'utilisation d'Ubuntu sur le système d'exploitation de Google (le programme est mis en sommeil[6])
- Chrome OS pour ordinateur, en 2010.